# レイ・ミステリオ・シニア
レイ・ミステリオ・シニア（Rey Misterio Sr.、本名：ミゲル・アンヘル・ロペス・ディアス（Miguel Angel Lopez Diaz）、1958年1月8日 - 2024年12月20日）は、元メキシコのプロレスラー（元覆面レスラー）。バハ・カリフォルニア州ティフアナ出身。
実子はエル・イホ・デ・レイ・ミステリオ、甥にWWEでもしたレイ・ミステリオ・ジュニア、姪にメタリカ、義兄弟にスペル・アストロ。

## 来歴
ボクシングを経験してのちに1976年1月6日にデビュー。ながらくWWA（ワールド・レスリング・アソシエーション）所属。1988年3月25日にはコントラ・マッチでフィッシュマンに敗れ素顔を晒す。
WWAと提携関係だった関係で1990年2月にはFMWにも来日。1993年9月にもFMWにブル・ライダーのリングネームで来日。
WWA崩壊後はインディマットを転戦、実子のエル・イホ・デ・レイ・ミステリオとのタッグで活躍、現在はセミリタイヤ状態で1987年にジムを設立し後進の指導も行っている。
WWA時代にはFMWとの関係が深かったためにFMWの若手選手がジムに訪れてトレーニングを積んだ。ハヤブサもその一人。
2024年12月20日に死去。66歳没。

## 得意技
パワーボム
プランチャ

## 獲得タイトル
WWA
WWA世界ジュニアライトヘビー級王座 :1回
WWA世界タッグ王座 :1回（w/レイ・ミステリオ・ジュニア）
IWC
IWC世界ミドル級王座 :2回
IWC・TV王座 :2回
X-LAW
X-LAWヘビー級王座 :2回
PWR（プロレスリング・レボリューション）
PWR世界タッグ王座 :1回（w/ エル・イホ・デ・レイ・ミステリオア）
その他
ティファナウェルター級王座
ティファナタッグ王座 :3回（w/ サエタ・オリエンタル、 w/ スペル・アストロ、w/ レイ・ゲレーロ）
バハ・カリフォルニア州ミドル級王座
アメリカス王座
WWO世界王座